# Biała (gmina w województwie stalinogrodzkim)
Biała – dawna gmina wiejska istniejąca w latach 1934–1954 w województwie krakowskim, katowickim i stalinogrodzkim. Siedzibą władz gminy była Biała Krakowska (obecnie dzielnica Bielska-Białej), następnie Bielsko-Biała (samodzielna gmina miejska).
Gmina została utworzona 1 sierpnia 1934 roku w wyniku wejścia w życie rozporządzenia MSW w sprawie podziału powiatu bialskiego w woj. krakowskim na gminy wiejskie. W jej skład weszły dotychczasowe gminy: Komorowice (Krakowskie), Kozy, Hałcnów, Mikuszowice (Krakowskie) i Straconka. 1 stycznia 1951 roku została włączona do powiatu bielskiego w woj. katowickim, a siedziba gminy do miasta Bielsko-Biała, które stało się odtąd nową siedzibą. 8 marca 1953 zmieniono nazwę woj. katowickiego na woj. stalinogrodzkie. Według stanu z 1 lipca 1952 roku gmina składała się z 5 gromad: Hałcnów, Komorowice, Kozy, Mikuszowice i Straconka.
Zniesiona została 29 września 1954 roku wraz z reformą znoszącą gminy – z jej terenu powstały gromady: Hałcnów, Kozy, Mikuszowice Krakowskie, Straconka i część gromady Komorowice. Od 1 stycznia 1977 roku niemal cały obszar dawnej gminy jest częścią miasta Bielsko-Biała (poza gminą Kozy i częścią dawnej gromady Straconka).